# Hidroelektrana Mostar
Hidroelektrana Mostar je pribranska hidroelektrana koja se nalazi 6 km sjeverno od grada Mostara.  

## Povijest elektrane
Hidroelektrana je izgrađena kao posljednja u nizu elektrana na Neretvi, a u sklopu projekta Srednja Neretva iz 1953. Istražni radovi počeli su 1977. a hidroelektrana je građena u vremenu od 1983. do 1987. Za vrijeme Domovinskog rata, elektrana je bila potpuno uništena, da bi nakon rata bila sanirana i ponovno puštena u pogon 1997.:6.-7. Za vrijeme rata, bila je jedina veza između lijeve i desne obale Neretve.
Hidroelektranom upravlja i održava ju Elektroprivreda Hrvatske zajednice Herceg Bosne.

## Tehničke karakteristike
Osnovni podatci:
- broj agregata: 3
- instalirana snaga: 72 MW
- srednja godišnja proizvodnja: 310 GWh
- tehnički minimum: 12 MW

Turbine:
- tip turbine: Kaplan K-5 400
- proizvođač: Litostroj
- instalirana snaga: 23,6 MW
- instalirani protok: 120 m3/s
- minimalni protok: 50 m3/s

Generatori:
- tip generatora: trofazni sinkroni
- proizvođač: Končar
- nazivna prividna snaga: 30 MVA

Akumulacija:
- zapremina akumulacije do kote maks. uspora: 10,92 hm3
- kota maksimalne razine akumulacije: 78 m n.m.
- kota normalne razine akumulacije: 78 m n.m
- kota minimalne radne razine: 72 m n.m
- kota dna akumulacije: 53 m n.m
- maksimalni bruto pad: 24,0 m
- normalni bruto pad: 21,7 m
- minimalni bruto pad: 15,0 m

:14.-15.